# Осада Коппала
Осада Коппала (англ. Siege of Koppal; 28 октября 1790 года — 7 апреля 1791 года) — сражение Третьей англо-майсурской войны.
Осада проводилась силами Низама Хайдарабада под командованием Махабата Юнга при поддержке контингента британских войск Хью Монтгомери Ост-Индской компании. Осада проводилась плохо и гарнизон сдался главным образом из-за взятия Бангалора в феврале 1791 года.